# Aeris Energy
A Aeris Energy é uma fabricante brasileira de pás utilizadas em geradores de energia eólica, localizada no Complexo Industrial e Portuário do Pecém, no Ceará.

## História
A Aeris atua em uma localização estratégica no Nordeste brasileiro, combinando instalações industriais avançadas e processos eficazes, além de profissionais treinados para desenvolver produtos de alta qualidade, a empresa foi fundada em 2010 com o objetivo de se tornar uma referência no mercado no setor de fabricação de pás eólicas.
Signatária do Pacto Global da ONU, a empresa vem norteando sua atuação e seus processos com base nos 17 Objetivos de Desenvolvimento Sustentável (ODS). Além disso, a Aeris tem como pilares a eficiência operacional, o protagonismo e a perenidade, com o objetivo de se tornar uma empresa de presença global.

## Aeris Service
A Aeris Service é uma divisão de serviços especializados criada pela Aeris. A Aeris Service dispõe de profissionais capacitados, habilitados e qualificados para atender o mercado do segmento eólico em: reparos, pinturas, limpeza, manutenções preventivas e corretivas, inspeções fotográficas, oferecendo soluções de serviços em todos os modelos de pá eólica, componentes de fibra e torres.

## Ampliação
Como parte do plano de expansão da empresa que tem se acelerado nos últimos três anos, em 2020 a Aeris comprou as instalações da Wobben Windpower, indústria do segmento que produzia aerogeradores na região, localizada a 7 km da sede da Aeris. Os galpões existentes foram então adaptados de acordo com o padrão Aeris. Anteriormente, a Aeris operava em uma área de 900.000 m² e, com a aquisição da planta industrial da Wobben, soma outros 212.100 m².

## IPO
Em 2020, a Aeris lançou oferta pública de ações na bolsa de valores brasileira - B3, movimentando R$ 1,13 bilhão no IPO (oferta pública inicial), sendo negociada através do ticker AERI3.